# Moerasvogel
Tot de moerasvogels behoren drie groepen vogels met heel verschillende eisen:

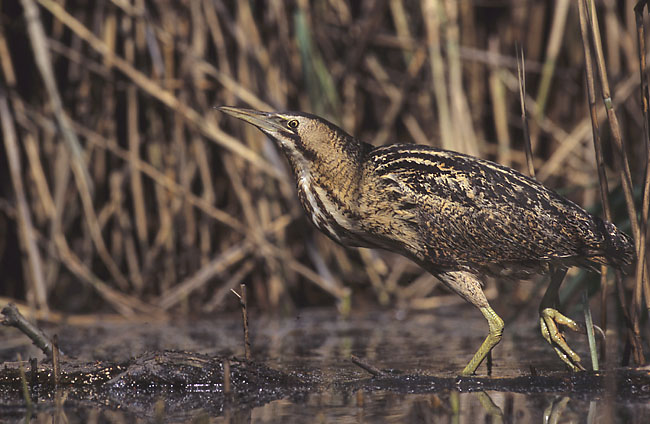
Roerdomp

## Vogels van uitgesproken moerasvegetaties (waterriet en jonge verlandingen)

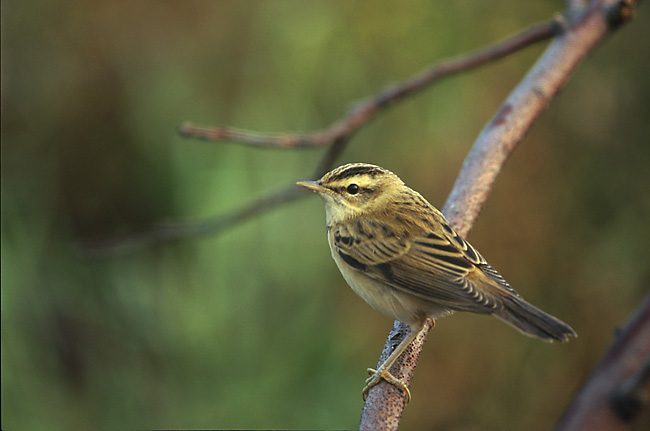
Rietzanger

- Roerdomp (reigersfamilie)
- Waterral (rallenfamilie)
- Porseleinhoen
- Snor (zangersfamilie)
- Grote karekiet
- Baardmannetje (timalia's-familie)

## Vogels van natte ruigten en struweel

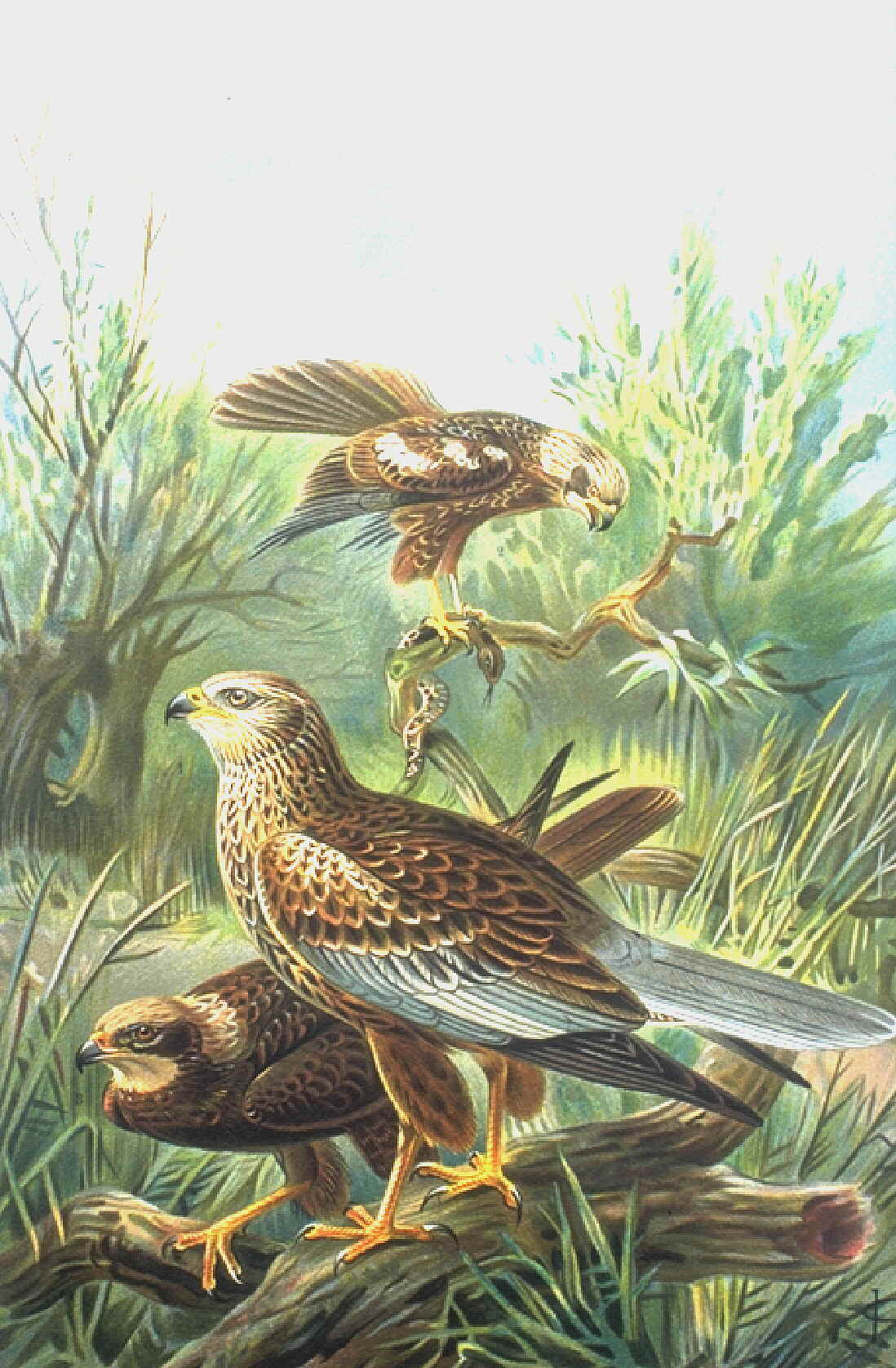
Bruine kiekendief

- Waterhoen (rallenfamilie)
- Blauwborst (lijstersfamilie)
- Sprinkhaanzanger (zangersfamilie)
- Bosrietzanger
- Kleine karekiet
- Rietzanger
- Rietgors (gorzenfamilie)

## Moerasroofvogels
- Bruine kiekendief (sperwersfamilie)
- Blauwe kiekendief